# La Vierge au coussin vert
La Vierge au coussin vert est un tableau du peintre italien Andrea Solari réalisé en 1507-1510. Cette huile sur bois est une Vierge à l'Enfant qui représente Marie donnant le sein à l'Enfant Jésus en le soulevant depuis un coussin de couleur verte. Cette Vierge du lait est conservée au musée du Louvre, à Paris, en France.

## Origines
Vraisemblablement peint pour un commanditaire français, le tableau est mentionné au couvent des cordeliers de Blois vers 1617, où la reine Marie de Médicis en fait l'acquisition. Il est ensuite acheté par le cardinal Mazarin, devient la propriété de son neveu qui le revend au prince de Carignan. Louis XV l'achète en 1740 et son entrée au musée du Louvre se fait en 1797.

## Restauration
Le tableau fait l'objet d'une importante restauration qui s'achève en 2024

## Exposition
Il est prévu que le tableau sera présenté en mars 2025 à l'exposition consacrée à Solario qui se tiendra au musée Poldi-Pezzoli à Milan.